# جنگل‌های همیشه‌سبز تایهییو
جنگل‌های همیشه‌سبز تایهییو (به لاتین: Taiheiyo evergreen forests) یک منطقهٔ مسکونی و جنگل در ژاپن است.